# Phoenix Suns 2004-2005
La stagione 2004-05 dei Phoenix Suns fu la 37ª nella NBA per la franchigia.
I Phoenix Suns vinsero la Pacific Division della Western Conference con un record di 62-20. Nei play-off vinsero il primo turno con i Memphis Grizzlies (4-0), la semifinale di conference con i Dallas Mavericks (4-2), perdendo poi la finale di conference con i San Antonio Spurs (4-1).

## Roster
| N° | Naz.                           | Ruolo | Sportivo           | Anno | Alt. | Peso |
| -- | ------------------------------ | ----- | ------------------ | ---- | ---- | ---- |
| 0  | Stati Uniti (bandiera)         | A     | Walter McCarty     | 1974 | 208  | 104  |
| 1  | Stati Uniti (bandiera)         | G     | Smush Parker       | 1981 | 193  | 86   |
| 1  | Giappone (bandiera)            | G     | Yūta Tabuse        | 1980 | 175  | 75   |
| 2  | Stati Uniti (bandiera)         | G     | Joe Johnson        | 1981 | 203  | 102  |
| 3  | Stati Uniti (bandiera)         | G     | Quentin Richardson | 1980 | 198  | 101  |
| 4  | Stati Uniti (bandiera)         | AC    | Jackson Vroman     | 1981 | 208  | 100  |
| 10 | Brasile (bandiera)             | G     | Leandro Barbosa    | 1982 | 191  | 80   |
| 11 | Serbia e Montenegro (bandiera) | A     | Žarko Čabarkapa    | 1981 | 211  | 107  |
| 13 | Canada (bandiera)              | G     | Steve Nash         | 1974 | 185  | 88   |
| 17 | Stati Uniti (bandiera)         | A     | Paul Shirley       | 1977 | 208  | 104  |
| 21 | Stati Uniti (bandiera)         | G     | Jim Jackson        | 1970 | 198  | 100  |
| 23 | Stati Uniti (bandiera)         | GA    | Casey Jacobsen     | 1981 | 198  | 98   |
| 30 | Polonia (bandiera)             | A     | Maciej Lampe       | 1985 | 211  | 125  |
| 31 | Stati Uniti (bandiera)         | A     | Shawn Marion       | 1978 | 201  | 100  |
| 32 | Stati Uniti (bandiera)         | AC    | Amar'e Stoudemire  | 1982 | 208  | 111  |
| 43 | Stati Uniti (bandiera)         | C     | Jake Voskuhl       | 1977 | 211  | 111  |
| 45 | Stati Uniti (bandiera)         | C     | Steven Hunter      | 1981 | 213  | 100  |
| 46 | Stati Uniti (bandiera)         | A     | Bo Outlaw          | 1971 | 203  | 95   |

## Staff tecnico
- Allenatore: Mike D'Antoni
- Vice-allenatori: Alvin Gentry, Marc Iavaroni, Phil Weber
- Vice-allenatore/scout: Todd Quinter
- Preparatore atletico: Aaron Nelson
- Assistente preparatore: Mike Elliott
- Preparatore fisico: Erik Phillips